# Generalized Markup Language
Generalized Markup Language (GML) – opracowany przez firmę IBM język strukturalizowania dokumentów. Znaczniki GML opisywały rozmaite części dokumentu i ich relacje, jak rozdziały, sekcje, nagłówki, akapity, tabele itd. Dzięki GML autor dokumentu był zwolniony od formatowania wymaganego przez język IBM-owskich drukarek SCRIPT.
Znaczniki (pierwotnie GML Starter Set) były przetwarzane przez Document Composition Facility (DCF) i formatowane do postaci gotowej do wydruku. Późniejsza wersja zbioru znaczników była zawarta w innym IBM-owskim produkcie, BookMaster. Zależnie od interpretera ta sama informacja mogła być prezentowana wizualnie w odmienny sposób.
GML poprzedzał SGML i był dla niego inspiracją, a tym samym był też protoplastą późniejszych języków, które zrewolucjonizowały Internet - HTML i XML.